# Eois plicata
Eois plicata là một loài bướm đêm trong họ Geometridae.